# Luis Asprilla
Luis Alberto Asprilla (La Paila, Valle del Cauca, 6 de diciembre de 1976) es un exfutbolista colombiano. Jugaba como defensa central.
De toda una familia de futbolistas sus hermanos Miguel, Jimmy, Carlos Fernando y su primo el "El Tino" Asprilla también se dedicaron a esta. Actualmente es técnico del deportes quindio en la división sub-20.
Actualmente es asistente técnico de Emelec equipo de la Primera Divison en la seria A de Ecuador junto a su compatriota el D.T Hernan Torres .(2024 -2025)

## Trayectoria
Tras debutar a los 20 años en Deportivo Pereira, Asprilla paseó su fútbol por diversos equipos de su país como el Deportes Tolima y el Real Cartagena. No obstante, daría el gran salto en el año 2000 cuando fue contratado por América de Cali, logrando los tres títulos de Campeonato colombiano que ostenta en su palmarés 2000, 2001 y Apertura 2002.
En 2004 Olimpo de Bahía Blanca lo integró a sus filas y fue habitual titular en el Apertura de ese año. Lo mismo ocurrió en el Clausura 2005, donde tuvo la oportunidad de compartir la zaga en algunos cotejos con Walter Vílchez. Sin embargo, para el segundo semestre de ese año decidió volver a Colombia para enfundarse la divisa del popular Millonarios, club en el que permaneció hasta 2007, para luego sumarse al Atlético Bucaramanga, donde apenas estuvo en un pequeño lapso, pues se le presentó la ocasión de volver al extranjero esta vez fue al Emelec, donde tuvo presentaciones dignas.
En 2008, el vallecaucano, pese a tener una oferta concreta para militar en Cienciano, retornó a Millonarios, pero su actuación fue menos auspiciosa que su primera incursión. Por ello, en el segundo semestre terminó jugando en el Cúcuta Deportivo. Su pasado más reciente es haber militado en el Depor Aguablanca donde, debido a la mala campaña cumplida por este club, fue dado de baja junto a otros futbolistas.

## Clubes

### Como jugador
| Club                 | País      | Año       |
| -------------------- | --------- | --------- |
| Deportivo Pereira    | Colombia  | 1996-1997 |
| Deportes Tolima      | Colombia  | 1998-1999 |
| Real Cartagena       | Colombia  | 2000      |
| América de Cali      | Colombia  | 2000-2004 |
| Olimpo               | Argentina | 2004-2005 |
| Millonarios          | Colombia  | 2006      |
| Atlético Bucaramanga | Colombia  | 2007      |
| Emelec               | Ecuador   | 2007      |
| Millonarios          | Colombia  | 2008      |
| Cúcuta Deportivo     | Colombia  | 2008      |
| Depor Aguablanca     | Colombia  | 2009      |
| Alianza Atlético     | Perú      | 2010      |
| Bogotá F.C.          | Colombia  | 2011      |

### Como asistente técnico
| Club           | País     | Año           |
| -------------- | -------- | ------------- |
| Emelec         | Ecuador  | 2023 -2024    |
| Deportivo Cali | Colombia | 2024-presente |

## Palmarés

### Campeonatos nacionales
| Título           | Club            | País     | Año  |
| ---------------- | --------------- | -------- | ---- |
| Primera División | América de Cali | Colombia | 2000 |
| Primera División | América de Cali | Colombia | 2001 |
| Torneo Apertura  | América de Cali | Colombia | 2002 |